# Juiz de paz

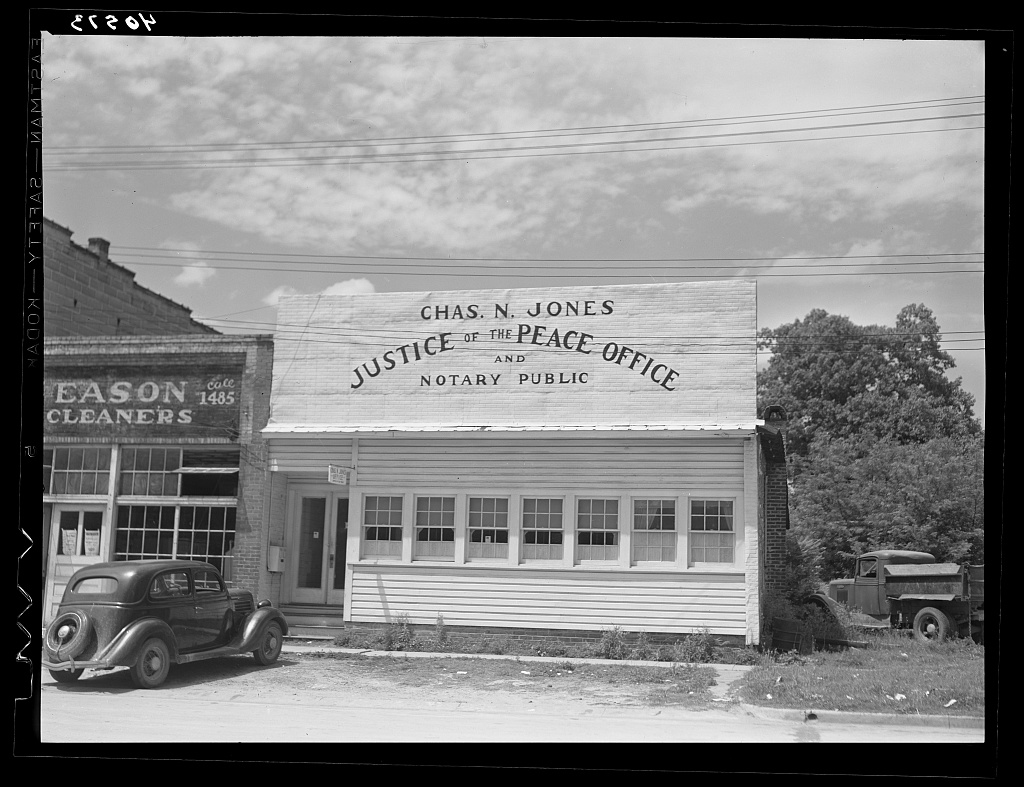
Foto de juizado de paz em Graham, no condado de Alamance, na Carolina do Norte, em 1940

Juiz de paz é um magistrado, frequentemente sem formação jurídica, que exerce diversas funções judiciais consideradas, em cada lugar e época, como "menores" (pequenas causas ou demandas, casamentos etc.), resolvendo as contendas através de conciliação. Exerce normalmente, também, outras funções não judiciais como: administrativas (fiscalização de execução de obras, por exemplo); policiais (realizar prisões e julgamentos de pequenos crimes, por exemplo); ou eleitorais (presidência de mesas de votação, por exemplo). Tendo aparecido em diversos países diferentes, ainda é grande a controvérsia sobre sua origem.
Atualmente, existem juízes de paz, ou assemelhados, em praticamente todos os países ocidentais, tanto no sistema jurídico anglo-saxão (“common law”) como nos sistemas jurídicos de direito civil (sistema romano-germânico).

## História

### Inglaterra
A origem da justiça de paz está ligada à formação do "King's Peace" (também usado em latim, como "Pax Regis"), cujo objetivo era consolidar a autoridade do poder central. Sua criação deu-se no reinado de Eduardo III, embora seja possível ligar os novos juízes aos antigos "conservadores da paz" ("conservators of the peace") criados por Hubert Walter, Arcebispo da Cantuária e chefe do conselho de ministros na Inglaterra durante o reinado de Ricardo I. Assim, como estes, tinha a função de substituir as autoridades e os poderes locais por uma pessoa ligada à coroa, reforçando o poder real. Mas, diferentemente, passou a poder aplicar punições e a funcionar como a principal autoridade administrativa e policial. Assim, sua criação está ligada às mudanças sociais e políticas sofridas na Inglaterra no início do século XIV, como a guerra com a França, a peste negra e até a instabilidade gerada pela coroação de um rei muito jovem (Eduardo III tinha apenas 14 anos quando foi coroado).
Sua história na Inglaterra confunde-se com a história da ampliação de seus poderes e influência, de modo que, em meados do século XIX, suas atribuições eram amplas (tendo suas atribuições administrativas crescido muito sob os Tudor e os Stuart) e estavam presentes em todos os povoados ingleses. Com o tempo, acabariam adquirindo também funções administrativas.

### Portugal
Em Portugal, existe grande controvérsia sobre a origem da justiça de paz, já que o nome é derivado do francês "juge de paix", da época da revolução, mas as características gerais desses juízes no século XIX (conciliação, competência para decidir pequenas causas, indicação através de eleição e natureza leiga dos ocupantes dos cargos) eram exercidas por outros juízes desde tempos remotos. Alguns acreditam que a origem deve ser creditada aos "mandaderos de paz", criados pelo Código Visigótico, que eram enviados do rei para restabelecer a paz entre as partes. Outros acreditam que o embrião da justiça de paz está na figura dos "juízes da terra" que eram magistrados escolhidos localmente (normalmente um em cada freguesia) que desempenhavam funções jurisdicionais e administrativas, aplicando, especialmente, o direito local (estabelecido pelos forais). Eles foram sendo substituídos pelos juízes de fora (criados em 1352 pelo rei D. João I) nas grandes localidades, mas permaneceram executando suas funções nos locais pequenos e afastados.
Em 1519, reaparece, como conciliador, recebendo, com as Ordenações Filipinas, o nome de "juiz de vintena", já que sua competência estava adstrita a "vinte famílias" ou "vinte vizinhos", vindo a mudar apenas com a edição das novas codificações durante o século XIX.

### França
O surgimento da justiça de paz na França ocorreu no período revolucionário, dentro do tema maior da reforma da justiça senhorial. Assim, duas correntes interpretativas desse surgimento se revezam no país: aquela que foca a análise nas continuidades, isto é, na herança que a nova justiça recebeu da justiça do Antigo Regime; e a outra que prefere destacar as rupturas, ou seja, as novidades trazidas, como a conciliação e a eleição. Atualmente, a segunda concepção é a mais enfocada. A criação dessa nova justiça teve como inspiração explícita (nas discussões da Assembleia Francesa) as experiências inglesa e dos cantões holandeses e entrou em vigor em agosto de 1790, tendo, inicialmente, três funções básicas: civis, em causas de baixa alçada; conciliatórias; e a chamada de "gracieuse", com funções diversas em direito de família, como confecções de atestados e certidões, e assistência a órfãos e mulheres desamparadas.
Os anos seguintes, assistiram duas tendências: em primeiro lugar, o aumento progressivo das funções, incorporando funções de polícia, inclusive; em segundo lugar, o caráter eletivo foi sendo suavizado até perder-se completamente, com o aumento do mandato, aumento da renda necessária para ser elegível, e a eleição passando de direta para indireta e, finalmente, para nomeação pelo chefe do executivo, a partir da restauração Bourbon.

### Brasil

#### Períodos colonial e imperial
No Brasil, existiram juízes de vintena, tal qual Portugal, no período colonial. Durante a residência da família real na colônia (incluindo o período da elevação à reino unido - 1808-1821), as instituições judiciais foram grandemente ampliadas, como: a elevação da relação do Rio de Janeiro à categoria de casa de suplicação; a criação de duas novas relações (no Maranhão e em Pernambuco); e a criação de diversas juntas de justiça, ouvidores e juízes de fora. Alguns historiadores, inclusive, consideram que a independência do Brasil começou pelo judiciário a partir da elevação da relação do Rio de Janeiro e da recusa de Dom Pedro, em janeiro de 1822, em obedecer à ordem portuguesa que extinguia os tribunais mais elevados criados por Dom João VI no período.
A independência veio em 1822 e, em 1824, foi outorgada a constituição imperial. Essa constituição trazia a previsão, em seus artigos 161 e 162, da existência de juízes de paz com características próximas aos juízes franceses do período revolucionário: responsáveis pela conciliação pré-processual e nomeados mediante eleição. Entretanto, o decreto imperial de novembro de 1824, tratando desses juízes, dá a entender a inspiração de sua criação nas ordenações. Qualquer que seja a inspiração para a instituição, em 1827 ela foi regulamentada por uma lei de 15 de outubro, fruto das tentativas dos liberais de ampliar a participação popular na justiça e limitar os poderes do monarca. Essa lei previa a eleição de um juiz de paz por distrito (que, entretanto, só foram criados em 1832, fazendo com que existisse um juiz de paz em cada freguesia ou paróquia), mas, na maioria dos lugares, a eleição só foi realizada bem mais tarde, sendo as funções da justiça de paz exercidas por outros juízes.
Essa lei de 1827, além de regulamentar a Constituição ampliou grandemente as funções do juiz de paz, para incluir, além das funções exercidas por outros juízes antigos (como o juiz ordinário, o juiz de vintena e o juiz almotacel) várias funções de polícia. Assim como nos outros países vistos anteriormente, outras leis viriam a ampliar suas funções, tanto administrativas, quanto judiciais, eleitorais e policiais.

## Situação atual

### No Brasil
Segundo a Constituição Brasileira (caput do art. 98 e inciso II), a União (no Distrito Federal e nos Territórios) e os estados devem criar uma justiça de paz, remunerada, composta de cidadãos eleitos pelo voto direto, universal e secreto, com mandato de quatro anos e competência para, na forma da lei, celebrar casamentos, verificar, de ofício ou em face de impugnação apresentada, o processo de habilitação e exercer atribuições conciliatórias, sem caráter jurisdicional, além de outras previstas na legislação. Na prática, nunca houve tal eleição e tramita na Câmara dos Deputados uma proposta de emenda constitucional que propõe que os juízes de paz sejam admitidos por concurso público.
Dessa maneira, a União e os tribunais do país descumprem, há 28 anos, a regra constitucional que exige o voto direto, universal e secreto para a escolha de juízes de paz, responsáveis por celebrar casamentos e exercer atribuições conciliatórias. Em uma tentativa de valer fazer a regra, a Procuradoria Geral da República, por iniciativa do Vice Procurador Geral - José Bonifácio Borges de Andrada, ajuizou no dia 20 de abril de 2017 a Ação Direta de Inconstitucionalidade por Omissão (ADO) n° 40, requerendo o cumprimento do caput do artigo 98 e seu inciso II, da Constituicao Federal de 1988.
Na ADO n° 40, a Procuradoria-Geral da República pede que tribunais de Justiça formulem propostas sobre o tema e que tanto o Congresso Nacional como assembleias legislativas analisem esses projetos de lei.
Ainda, em conformidade com a lei brasileira, o casamento é um ato de competência exclusiva do juiz de paz, que sempre é assessorado pelo oficial do cartório do Registro Civil, que tem a função de escrivão de paz e é quem lavra o termo do casamento e colhe as assinaturas do juiz, dos contraentes e das testemunhas, após fazer a sua leitura em voz alta e na língua pátria.
A função é indelegável. Autoridade alguma, por maior qualificação que detenha, poderá substituí-lo.
Exerce sua atividade normalmente no fórum, ou nos cartórios de registro civil, ou mesmo em casas particulares, associações e clubes, e quando no exercício de sua função, que deve ser do nascer ao pôr-do-sol, as portas deverão estar abertas.
Ao juiz cabe certificar-se de que os nubentes preenchem todos os requisitos legais constantes do novo código civil brasileiro, pois não os havendo o casamento não poderá ser realizado. Na prática esses requisitos são exigidos já no cartório de registro civil.

### Em Portugal
Em Portugal competia ao juiz de paz a função de procurar conciliar pessoas antes que litigassem em juízo.
No âmbito do Código Administrativo de 1940, as funções de juiz de paz podiam ser acumuladas com as de regedor (artigo 276.º).
Havia um regedor da freguesia, o qual não era um magistrado administrativo, mas um representante da autoridade municipal e dependente directamente do presidente da Câmara (artigo 198.º).
Actualmente, o Juiz de Paz, que tem funções nos Julgados de Paz, tem como função a tentativa de acordo com as partes que têm litígio entre si e consequentemente o processo pode seguir dois caminhos, a aceitação do acordo pelas partes e a homologação do Juiz de Paz, ou, em caso de não haver acordo, a sentença a ser proferida pelo Juiz.
Actualmente os Julgados de Paz, estão, em Portugal, a dar sentenças em média 2 meses após a primeira audiência, revelando assim, com a mesma eficácia, mais rapidez do que os tribunais de 1.ª Instância (Tribunais da Comarca).
Os Juízes de Paz regem-se pelo mesmo Código dos Magistrados Judiciais.